# زاویه‌های مکمل

یک جفت زاویهٔ مکمل

هرگاه مجموع اندازه‌های دو زاویه برابر با ۱۸۰ درجه باشد، آن دو زاویه مکمل یکدیگرند. هرگاه دو زاویهٔ مکمل مجاور یکدیگر نیز باشند (راس و یک ضلع مشترک داشته باشند) دو ضلع آن‌ها که مشترک نیست با هم تشکیل یک خط راست یا زاویهٔ نیم‌صفحه می‌دهد. برای نمونه مکمل یک زاویهٔ ۱۳۵ درجه برابر با ۱۳۵–۱۸۰ یعنی یک زاویهٔ ۴۵ درجه‌است. نیازی نیست که زاویه‌های مکمل حتماً روی یک خط راست باشند بلکه آن‌ها می‌توانند از هم جدا باشند، برای نمونه زاویه‌های مجاور یک متوازی الاضلاع دو به‌دو مکمل یکدیگرند.

## رابطه‌های مثلثاتی
سینوس دو زاویهٔ مکمل یکسان است. کسینوس دو زاویهٔ مکمل قرینهٔ یکدیگر است (اندازهٔ مساوی ولی علامت مخالف دارند). تانژانت دو زاویهٔ مکمل قرینهٔ یکدیگر است (اندازهٔ مساوی ولی علامت مخالف دارند).